# Целинный (Волгоградская область)
Целинный — посёлок в Николаевском районе Волгоградской области России. Входит в состав Совхозского сельского поселения. 

## История
В соответствии с решением Волгоградского облисполкома от 17 мая 1978 года № 10/382 «О некоторых изменениях в административно-территориальном делении области» населенные пункты, имеющие служебное и временное значение — посёлки ОТФ № 9, 10, МФТ № 4, МТФ № 5  совхоза «Николаевский», были приписаны к постоянному населённому пункту — к пос. фермы № 3 совхоза «Николаевский».
В соответствии с Законом Волгоградской области от 14 февраля 2005 года № 1005-ОД посёлок вошёл в состав образованного Совхозского сельского поселения.

## География
Посёлок находится в северо-восточной части Волгоградской области, в степной зоне Заволжья, на расстоянии примерно 49 километров (по прямой) к востоку-юго-востоку (ESE) от города Николаевск, административного центра района.
Часовой пояс
Посёлок Целинный, как и вся Волгоградская область, находится в часовой зоне МСК (московское время). Смещение применяемого времени относительно UTC составляет +3:00.

## Население
| 2010 |
| ---- |
| 25   |

Гендерный состав
По данным Всероссийской переписи населения 2010 года в гендерной структуре населения мужчины составляли 52 %, женщины — соответственно 48 %.
Национальный состав
Согласно результатам переписи 2002 года, в национальной структуре населения казахи составляли 74 % из 57 человек.

## Улицы
Уличная сеть посёлка состоит из одной улицы (ул. Целинная).

## Инфраструктура
Было развито сельское хозяйство. Действовала ферма от совхоза «Николаевский»